# Katastrofen i Texas City

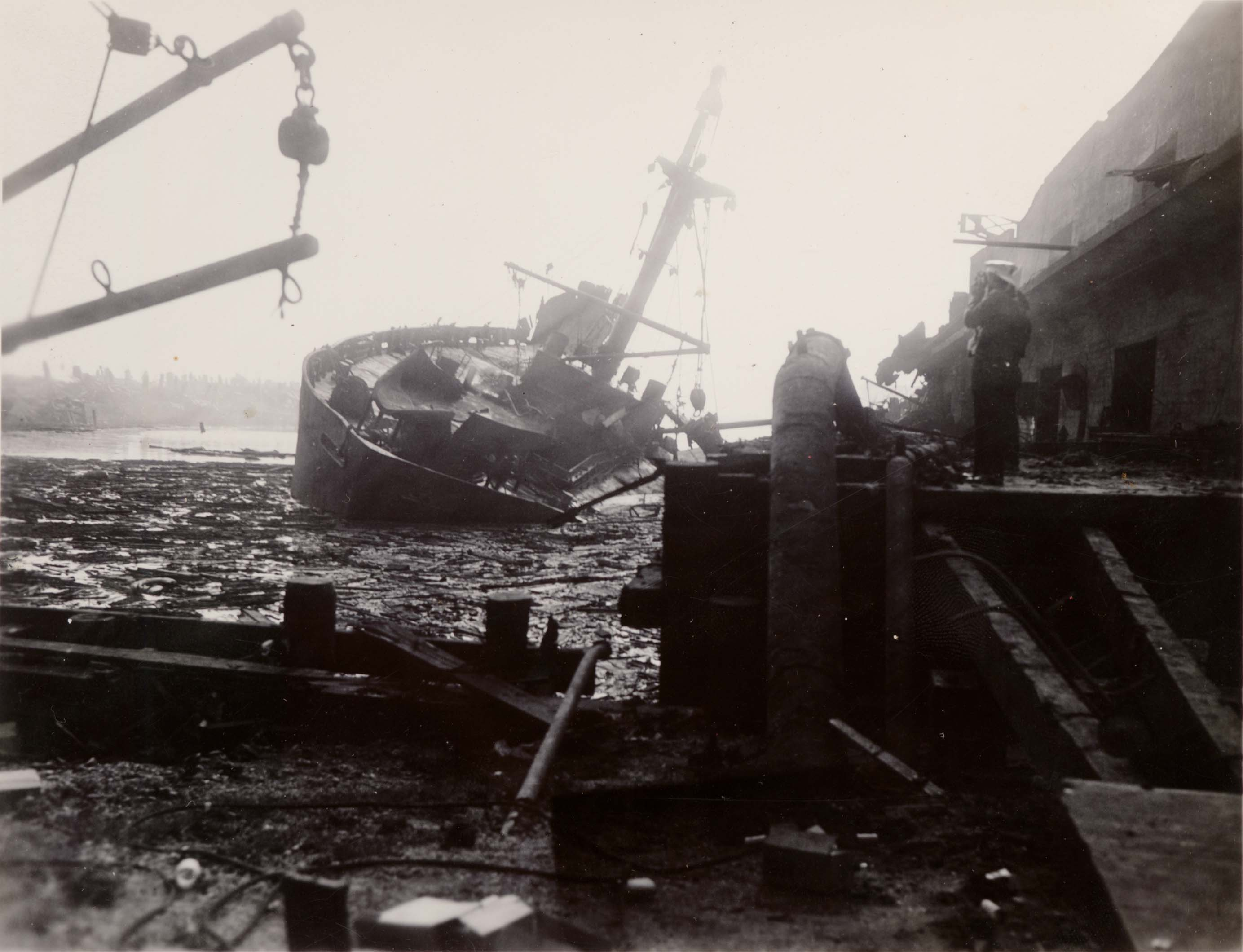
Fartyget SS Wilson B. Keene tre dagar efter katastrofen.

Katastrofen i Texas City var två stora explosioner och en rad bränder i anslutning till stadens hamn vid Galveston Bay i Galveston County, Texas, USA den 16 april 1947. Minst 581 personer dödades, omkring 3 500 skadades och stora delar av staden raserades.

## Händelseförlopp
På morgen den 16 april 1947 utbröt en brand på det franska libertyfartyget SS Grandcamp, som hade lastat omkring 2 100 ton ammoniumnitrat i hamnen i Texas City. För att skydda lasten ville kaptenen inte använda vatten till släckningen utan stängde lastluckorna för att kväva elden. Klockan 8.30 sprängdes luckorna och gulbrun rök, en färg som är typisk för kvävedioxider, bolmade ut. Branden och den märkliga röken lockade skaror av åskådare som stod på, trodde de, säkert avstånd längs stranden. De såg vattnet koka runt fartyget och skrovet bukta ut.
Den frivilliga brandkåren försökte släcka branden men det lyckades inte och klockan 9.12 exploderade lasten. Ljudet från explosionen hördes 250 kilometer bort och två flygplan störtade av tryckvågen. En 4,5 meter hög flodvåg spred sig  
150 kilometer ut från kusten.

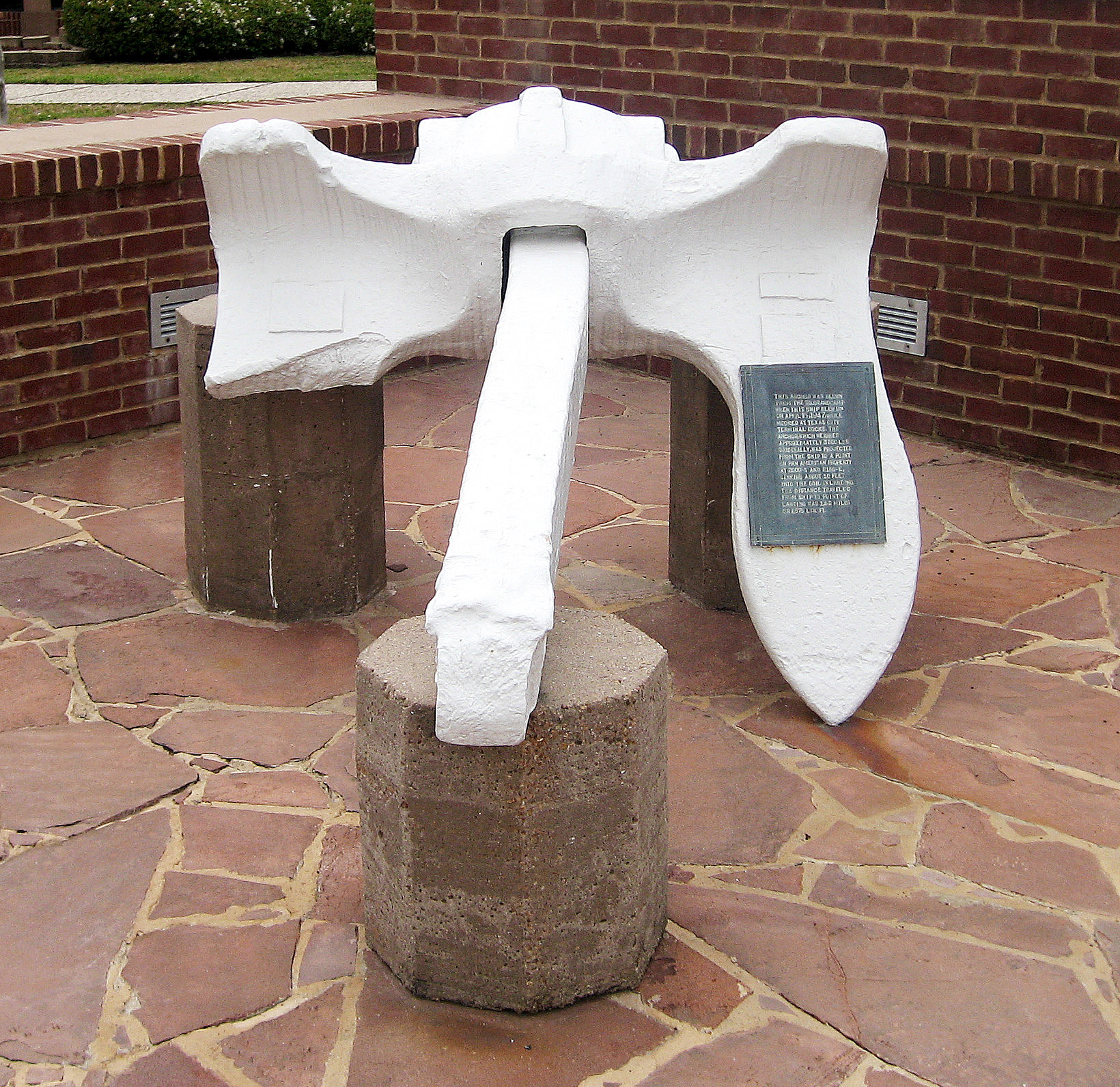
Ankaret från SS Grandcamp som kastades nästan 3 km bort har bevarats.

Delar av fartyget slungades upp i luften och hamnade långt bort. Det två ton tunga ankaret kastades nästan 3 kilometer.
Explosionen raserade nästan 1 000 byggnader, förstörde Monsantos polystyrenfabrik och antände raffinaderier, kemikalietankar och en oljedepå i närheten. Bränderna spred sig till bland annat  
lastfartyget High Flyer, som var lastat med 900 ton ammoniumnitrat och 1 800 ton svavel.
Besättningen försökte, i flera timmar, förgäves att få bort fartyget från kajen. Omkring 15 timmar efter den första explosionen sprängdes High Flyer, som då hade brunnit i 5 timmar, och bidrog till förödelsen. En av fartygets propellrar hittades senare mer än en kilometer bort. Fartyget SS Wilson B. Keene, som låg förtöjt i närheten, förstördes och två besättningsmän dödades.

## Orsaker till katastrofen
Orsaken till branden på Grandcamp är inte känd men möjligen orsakades den av en glödande cigarett. Elden har sedan tagit fart under natten tills den upptäcktes morgonen efter. 
Lasten bestod av omkring 2 100 ton ammoniumnitrat som hade behandlats med lera, olja och vax för att den inte skulle dra åt sig fukt och klumpa sig. Gödningsmedlet hade packats i papperssäckar och transporterats till Texas City direkt från fabriken i Mellanvästern. Stuvarna hade märkt att säckarna var varma när de lastades och värme minskar ammoniumnitratets stabilitet. Förutom gödningsmedlet bestod lasten av styckegods och några lådor med ammunition som fartyget haft med från Belgien.
Brinnande delar av fartygets last slungades upp i luften och bidrog till att bränderna spreds. Brandmän från andra städer kallades till Texas City för att hjälpa till med släckningsarbetet, men hade svårt att ta sig ned till hamnen på grund av att hela staden brann.

## Skador
Det officiella dödstalet uppskattades initialt till 567 personer inklusive besättningsmännen som var kvar på Grandcamp. Av den frivilliga brandkårens 28 medlemmar dödades alla utom en vid den första explosionen.

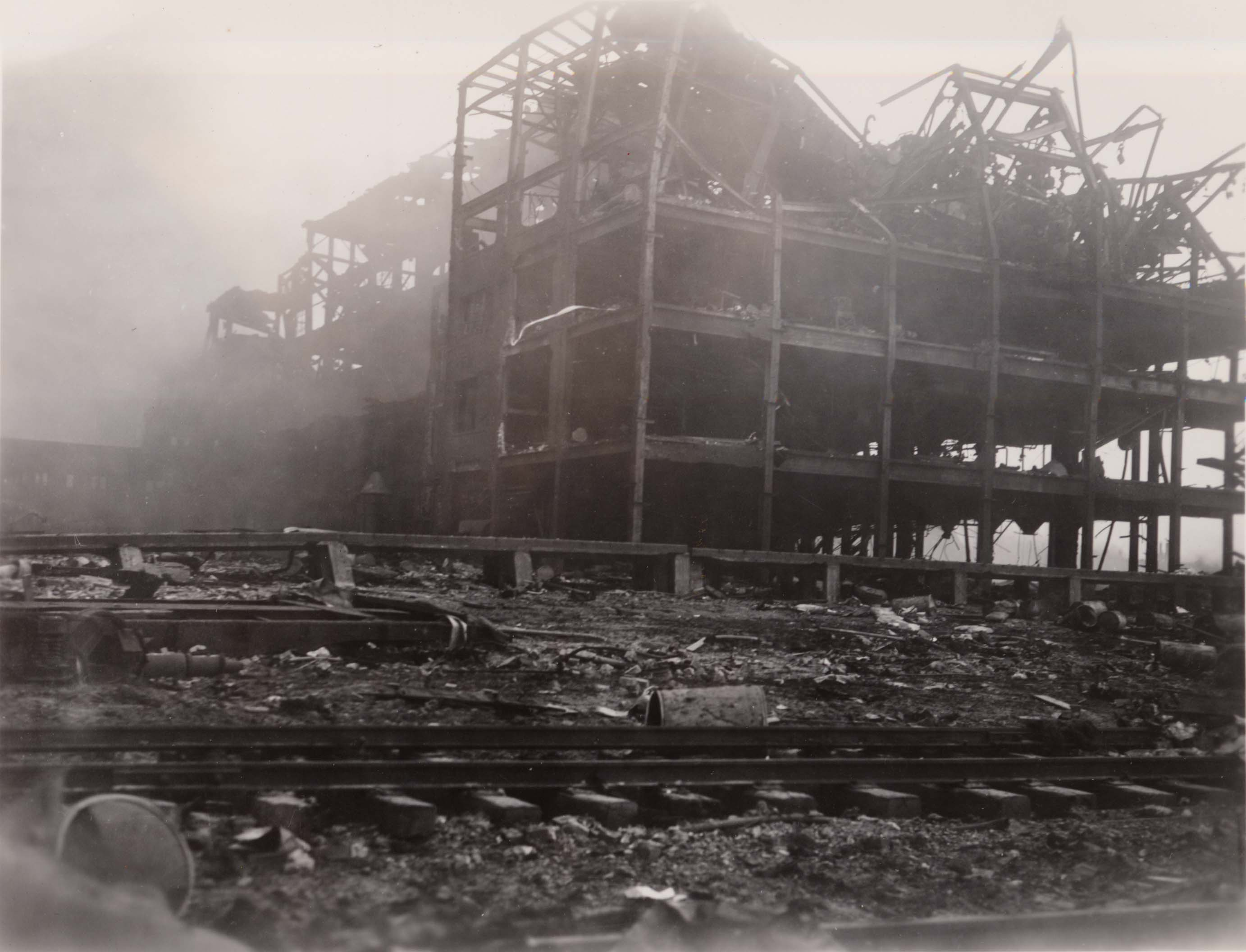
Resterna av Monsantos fabrik.

Skador på fabriker, byggnader och hamnområde uppskattades till 35–40 miljoner amerikanska dollar i 1947 års penningvärde.
Katastrofen i Texas City är den  kemikalieolycka som har krävt flest dödsoffer i USA.